# Ariane (film, 1957)
Pour les articles homonymes, voir Ariane.
Pour plus de détails, voir Fiche technique et Distribution.
Ariane (Love in the Afternoon) est un film américain réalisé par Billy Wilder, sorti en 1957.

## Synopsis
À Paris, ville de l'amour, légitime ou illégitime, Claude Chavasse, veuf et détective privé, spécialisé dans les affaires conjugales, habite un modeste appartement du 5e arrondissement qui lui sert également de bureau. Il y élève sa fille, Ariane, qu'il tente de protéger des turpitudes du monde auquel il se confronte professionnellement.
Elle étudie le violoncelle au conservatoire de musique et elle y est courtisée par Michel, un autre élève, auquel elle se refuse, bien qu'il vienne d'une famille tout à fait respectable, d'après son père, qui a utilisé ses talents professionnels pour se renseigner.
Claude Chavasse reçoit Monsieur X, un client qui lui a confié la mission d'épier les faits et gestes de sa femme, Joséphine, qu'il soupçonne d'avoir une liaison extraconjugale avec Frank Flannagan, célèbre et richissime homme d'affaires américain, du gris sur les tempes mais inlassable don Juan, qui loue toujours la même suite, numéro 14, au Ritz, lors de ses séjours parisiens, et qui a fourni au détective privé du travail en de nombreuses occasions.
Lorsque Claude Chavasse confirme à monsieur X l'adultère de son épouse, qu'il a prise en photo alors qu'elle se trouvait dans la suite de Frank Flannagan, le mari trompé déclare son intention d'aller au Ritz tuer son rival.
Ariane espionnait la conversation. Étudiant tous les dossiers de son père à l'insu de ce dernier, attirée par la prestance de Flannagan qu'elle voit fréquemment dans les magazines, elle veut le prévenir et opte pour une solution radicale : elle se rend au Ritz. Comme le mari est déjà sur les lieux, un stratagème s'impose dans l'urgence : Ariane prend la place de Madame X qui n'a que le temps de s'échapper par la fenêtre quand son mari fait irruption, revolver en main. Lorsqu'il découvre Ariane en lieu et place de sa femme, Monsieur X est apaisé et confus. Flannagan, lui, est intrigué par cette jeune inconnue qui l'a tiré d'affaire généreusement et propose un rendez-vous à Ariane le lendemain après-midi.
Pour se mettre au diapason du séducteur blasé, qui affirme détaler comme un lièvre devant les midinettes trop enflammées, Ariane s'invente un personnage d'aventurière collectionnant les amants sans jamais s'attacher. Frank est captivé, bientôt captif même, d’autant plus que la belle refuse de dévoiler son identité (sachant que son prénom commence par la lettre « A », il la surnomme « Adolphe » ou « Brindille ») et tous deux se retrouvent régulièrement l'après-midi lorsque Flannagan est à Paris.
La supercherie d'Ariane est éventée par son père, alerté par les mensonges qu'elle accumule. Comprenant qu'Ariane est amoureuse de Flannagan, Claude Chavasse révèle la vérité à ce dernier qui, pris de scrupule, décide de partir. Mais sur le marchepied du train, définitivement conquis par sa conquête, en larmes sur le quai, il l'enlève et l'emporte avec lui... Des Unes de journaux nous apprennent ensuite que Frank et Ariane ont convolé en justes noces.

## Fiche technique
- Titre original : Love in the Afternoon
- Titre français : Ariane
- Réalisation : Billy Wilder, assisté de Noël Howard et Paul Feyder
- Scénario : Billy Wilder, I.A.L. Diamond d'après le roman Ariane, jeune fille russe de Claude Anet (1924)
- Musique : Franz Waxman, Matty Malneck
- Direction artistique : Alexandre Trauner
- Costumes : Hubert de Givenchy pour Audrey Hepburn, Jay A. Morley Jr., Léon Zay
- Photographie : William C. Mellor
- Son : Joseph de Bretagne
- Montage : Leonide Azar, Chester Schaeffer
- Production : Billy Wilder
- Scripte : Lucie Lichtig
  - Production associée : Doane Harrison, William Schorr, Lee Katz
- Société de production : Allied Artists Pictures Corporation (en)
- Sociétés de distribution : Les Artistes associés (France), Théâtre du Temple (France)
- Pays d'origine :  États-Unis
- Langues originales : anglais, français
- Format : 35 mm — noir et blanc — 1.85:1 — son monophonique (Westrex Recording System)
- Genre : comédie romantique
- Durée : 130 minutes
- Dates de sortie : 
  - France : 29 mai 1957
  - États-Unis : 30 juin 1957
- Classification CNC (France) : tous publics et Art et Essai
- Affiches : Saul Bass (États-Unis), André Bertrand (France)

## Distribution
- Gary Cooper : Frank Flannagan
- Audrey Hepburn : Ariane Chavasse

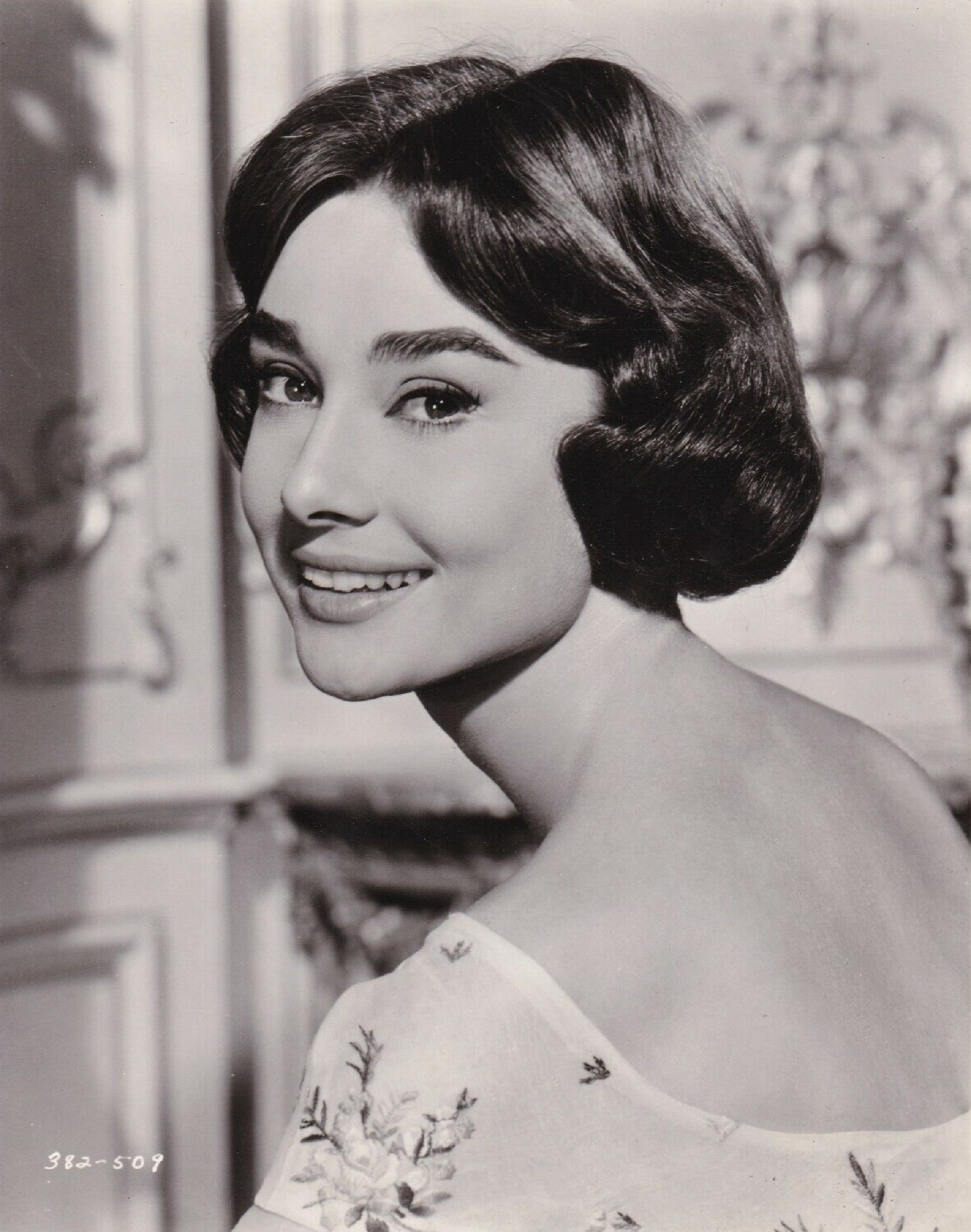
Photo promotionnelle d'Audrey Hepburn pour la sortie du film en mai 1957.

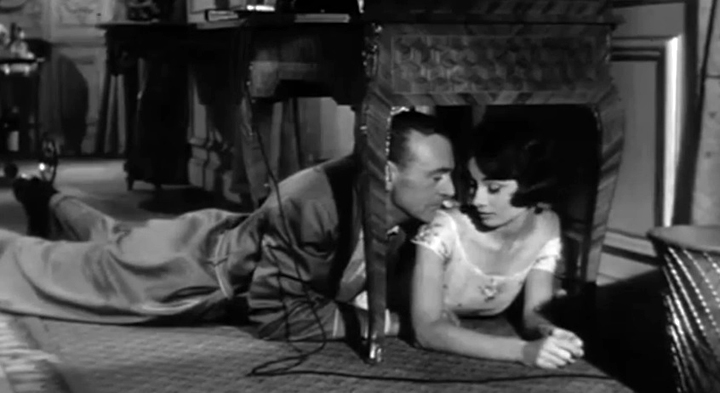
Gary Cooper et Audrey Hepburn dans une scène du film.

- Maurice Chevalier : Claude Chavasse
- Van Doude : Michel, le partenaire d'Ariane au conservatoire, le « promis »
- John McGiver : Monsieur X, le mari
- Lise Bourdin : Madame X, la maîtresse de Flannagan
- Olga Valery : la dame au yorkshire
- Jean Ozenne : le réceptionniste du Ritz
- Paul Bonifas : le commissaire de police
- Alexandre Trauner (caméo) : un artiste
- Moustache (caméo) : le boucher
- The Gypsies (Gyula Kokas, Michel Kokas, George Cicos, Victor Gazzoli) : le quatuor tzigane
- Valerie Croft et Leila Croft : les jumelles suédoises
- Charles Bouillaud : le maître d'hôtel du Ritz
- Minerva Pious : la serveuse du Ritz
- Filo : le chauffeur de Frank
- André Priez : un porteur
- Gaidon : un porteur
- Grégoire Gromoff : le portier du Ritz
- Janine Dard : une existentialiste
- Claude Ariel : une existentialiste
- Guy Delorme : le gigolo
- Gloria France : la cliente du boucher

### 1er doublage français (1957)
- Jean Martinelli : (Gary Cooper) Frank Flannagan
- Martine Sarcey : (Audrey Hepburn) Ariane Chavasse
- Maurice Chevalier : Claude Chavasse
- Jacques Muller : (Van Doude) Michel
- Camille Guérini : (John McGiver) Monsieur X, le mari
- Jean Ozenne : le réceptionniste du Ritz
- Paul Bonifas : le commissaire de police

### 2éme doublage français (2004)
- François Marthouret : (Gary Cooper) Frank Flannagan
- Valérie Karsenti : (Audrey Hepburn) Ariane Chavasse
- Jean-Jacques Moreau (Maurice Chevalier)  Claude Chavasse
- François Feroleto : (Van Doude) Michel, le partenaire d'Ariane au conservatoire, le « promis »
- Bernard Bouillon : (John McGiver) Monsieur X, le mari

## Bande originale
Musiques additionnelles :
- Symphonie nº 88 de Joseph Haydn (1787),
- Tristan et Isolde (prélude), musique de Richard Wagner (1865),
- Fascination, musique de Fermo Dante Marchetti (en) (1905). « Wilder s'amusait à choquer la très convenable Audrey en lui racontant que Fascination, la chanson thème du film, avait été autrefois l’accompagnement musical de la perte de sa virginité[1]. » Mais la vérité qu'Audrey Hepburn découvre plus tard est tout autre : « J'ai appris, par la suite, qu'il avait inventé cette histoire de toutes pièces. Mais, à l'époque, j'étais très gênée et je n'osais pas le regarder quand il me donnait des directives pendant qu'on jouait cet air — et naturellement, il n'arrêtait pas de le jouer ! Je crois que Wilder voulait que j'arrive à acquérir un peu de confiance en moi, que j'apprenne à compter plus sur mon instinct que sur le sien[2]. »
- C'est si bon, musique d'Henri Betti (1947),
- L'Âme des poètes, musique de Charles Trenet (1951).

## Production

### Historique
Au début des années 1930, le roman Ariane, jeune fille russe est adapté au cinéma pour la première fois. C'est le cinéaste Hongrois Paul Czinner qui écrit le scénario et réalise le film. L'histoire est à la fois plus simple et plus dramatique que celle traitée par Billy Wilder qui ajoutera dans sa version l'intrigue du détective privé, devenu père d'Ariane et tirant le film vers la comédie. Dans l'adaptation de Paul Czinner, l’ingénue Ariane, une étudiante russe, s’éprend d’un don juan quadragénaire dont elle devient la maîtresse, joue la fille volage et expérimentée pour l’impressionner et le retenir, lui cache sa jalousie quand il a des relations avec d’autres femmes, songe un moment à se venger avant de se décider à le quitter, car elle est trop malheureuse. Mais lui a compris qu’elle jouait un rôle et qu’elle l’aime profondément. À la gare où elle est venue lui faire ses adieux, il emmène Ariane au moment où le train démarre.
Réalisation en trois versions : allemande, anglaise et française. Pratique courante à l'époque de l'entre-deux-guerres, distribution différente pour chaque version, les premiers rôles sont notamment confiés aux acteurs en vogue dans leur communauté linguistique :
- Elisabeth Bergner[Note 2] (Ariane) et Rudolf Forster (Konstantin Michael) dans la version allemande Ariane sortie en 1931 en Allemagne.
- Elisabeth Bergner (Ariane) et Percy Marmont (Michael) dans la version anglaise The Loves of Ariane (en) sortie en 1931 au Royaume-Uni.
- Gaby Morlay (Ariane) et Victor Francen (François Michel) dans la version française Ariane, jeune fille russe sortie en 1932 en France.

### Scénario
Barry Paris (en) : « Inspirée d'un roman populaire de Claude Anet situé dans la Russie bolchevique, l'histoire rappelait Gigi et Sabrina : c'était celle d'un don juan raffiné qui tombe sous le charme d'une jeune beauté innocente. Le scénario avait été retravaillé par Wilder et I.A.L. Diamond — première d'une légendaire série de collaborations — pour rendre le play-boy encore plus cynique et la jeune fille encore plus naïve. Ils avaient fait d'Ariane une violoncelliste, fille d'un détective privé, qui tombe amoureuse du riche libertin sur lequel son père doit enquêter pour infidélité conjugale. Et ils avaient déplacé l'action de la Russie à Paris, et ajouté du piquant en changeant le titre pour Love in the Afternoon (“l'Amour l'après-midi”). »

### Choix de la distribution
Barry Paris (en) : « Cary Grant avait été le premier choix de Wilder. […] Grant objecta que, à cinquante-deux ans, il était trop vieux pour jouer les amoureux d'Audrey qui en avait seulement vingt-sept. Le rôle revint donc à un homme encore plus âgé, Gary Cooper : cinquante-cinq ans. […] L'acteur allait devoir s'alléger de plusieurs dizaines d'années pour éviter d'avoir par trop l'air d'un satyre. »

### Tournage
- Période de prises de vue : 24 août au 20 décembre 1956[3].
- Intérieurs : studios de Boulogne[3] (Boulogne-Billancourt).
- Extérieurs : 
  - Paris : 
    - 1er arr. : Hôtel Ritz-place Vendôme,
    - 5e arr. : rue Malebranche « domicile des Chavasse »[4],
    - 9e arr. : Opéra Garnier[Note 3].

  - Val-de-Marne : Vincennes (château de Vincennes)[3].
  - Yvelines : Gambais[Note 4].

Trois sites parisiens de tournage extérieur
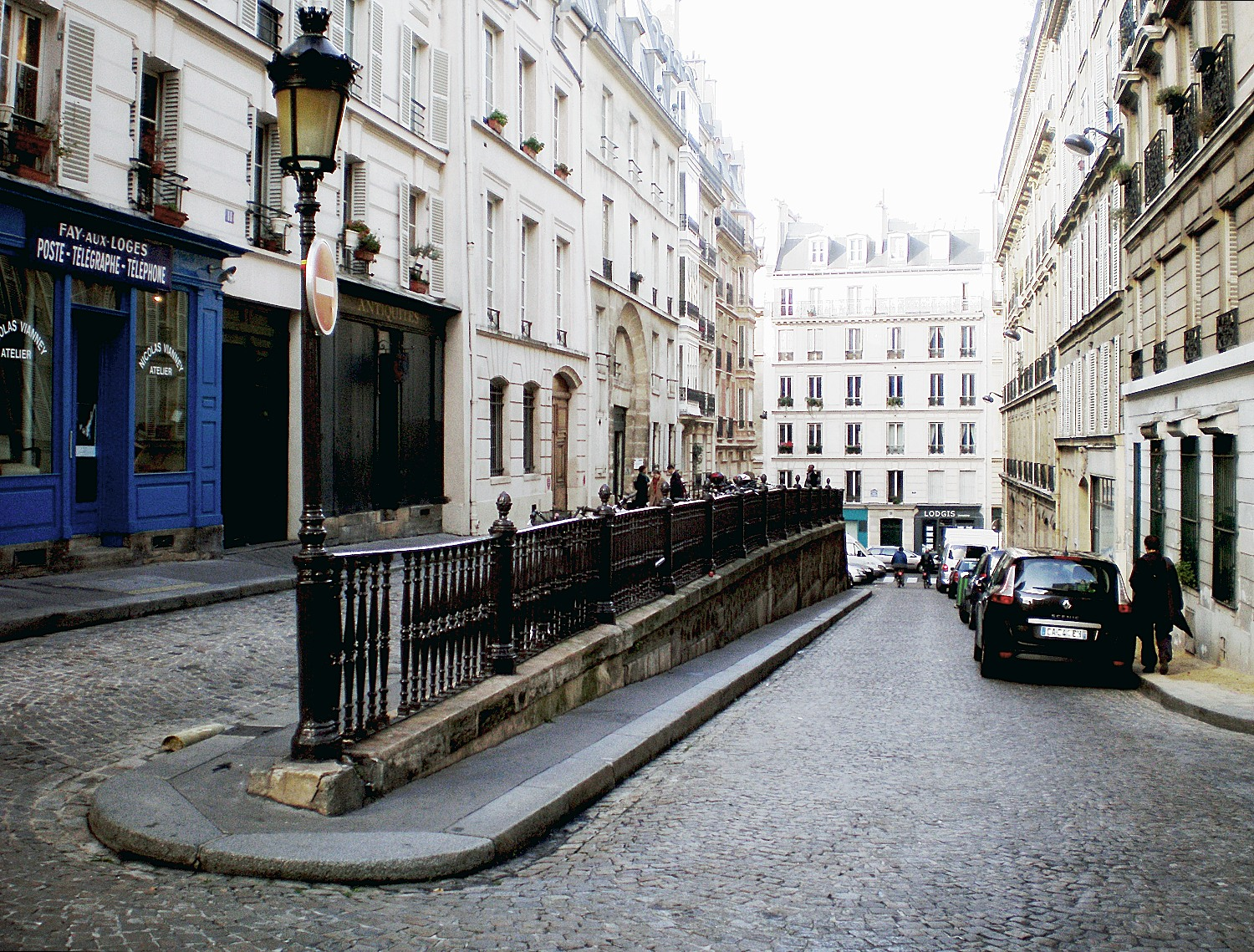
Rue Malebranche (5e arr.)
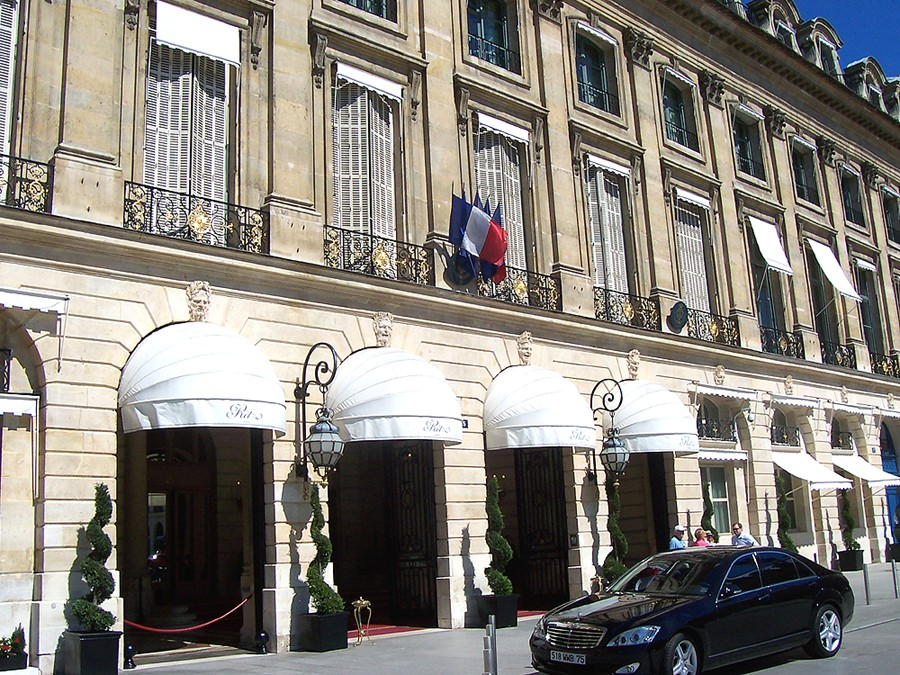
Hôtel Ritz, place Vendôme (1er arr.)
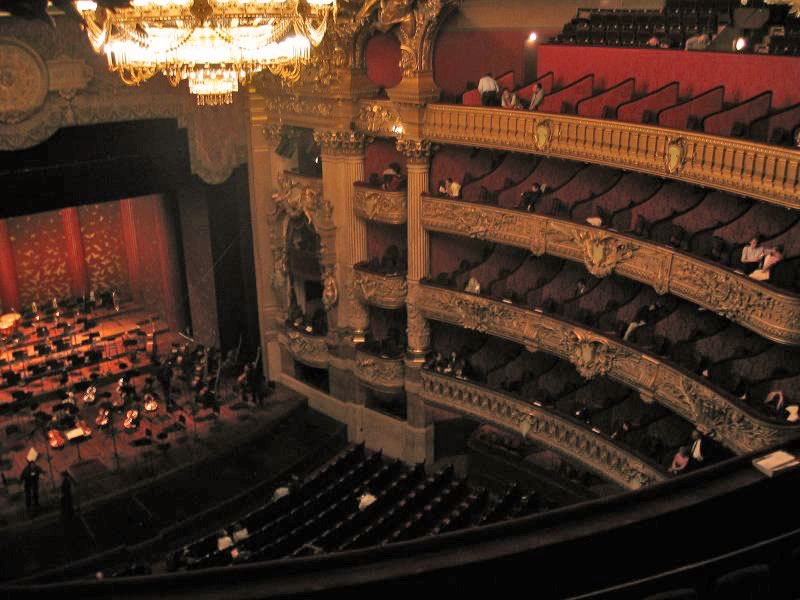
Opéra de Paris (9e arr.)

- « Il régnait sur le plateau une atmosphère délicieuse. Audrey adora Cooper et la semaine qu'il fallut pour tourner la scène de pique-nique romantique dans les bois de Landru[Note 5]. Elle prit plaisir à maîtriser ses mouvements de doigts pour la partie de violoncelle de la symphonie no 8 de Haydn, qu'elle doit “jouer” dans une scène. Elle appréciait également l'homme qui incarnait son père (et qui manqua de lui voler la vedette) : Maurice Chevalier. […] Herb Sterne[Note 6], choqué par la revendication de l'actrice de voir et d'approuver chacune des photos publicitaires. […] Sterne était sidéré par l'“obsession qu'elle avait de son propre visage”[1]. » On trouve l'explication par la bouche d'Audrey Hepburn elle-même : « Quand j'ai commencé ce film, j'étais plus préoccupée par mon apparence que je ne l'ai été pour aucun autre film de toute ma carrière. […] Peut-être parce que j'avais tellement maigri pendant Drôle de frimousse, mais je me sentais particulièrement laide quand nous avons commencé à tourner[2]. » Barry Paris (en) écrit encore : « Gary Cooper posait lui aussi quelques problèmes. Il lui fallut un jour entier — et beaucoup de ratages — pour réussir enfin la scène de cinq minutes dans laquelle Ariane s'apprête à le quitter en courant mais n'arrive pas à retrouver sa chaussure. “Quelqu'un réveille Coop !” ordonna Wilder avant la énième prise. Autre difficulté : pour une scène il fallut inculquer à Cooper quelques notions élémentaires de danse. Wilder, qui était plutôt bon danseur lui-même, prit personnellement les leçons en main, mais finit par renoncer tristement pour ce qui concerne “le vieux cow-boy Nijinski”[Note 7], à la différence de Bogart, prenait bien ce genre de vacherie et Ariane fut, dans l'ensemble, un tournage heureux. […] Mais c'est, bien entendu, dans le film lui-même (qui franchit parfois allègrement la frontière séparant comédie romantique et comédie de boulevard) que l'humour de Wilder est le mieux utilisé. Les meilleures touches d'humour noir reviennent à Olga Valery, dans le personnage de la dame qui n'arrête pas de battre et de gronder son chien pour des méfaits qu'il n'a pas commis. Audrey est filmée à la perfection par William C. Mellor (Une place au soleil). La scène d'adieux finale, dans laquelle Cooper la porte dans un train en marche, dans le plus pur style cowboy, est un classique du genre[1]. »
- Billy Wilder fut l’un des premiers à repérer le charme androgyne d’Audrey Hepburn[Note 8]. Amoureuse éperdue et innocente, elle se jette à la tête d’un play-boy qui pourrait être son père. Cary Grant avait refusé de jouer à ses côtés, se jugeant trop âgé pour incarner le rôle. La voir courtiser le cynique personnage que campe Gary Cooper, alors de vingt-huit ans son aîné, choqua une partie du public à la sortie du film comme le relate notamment Barry Paris (en) dans sa biographie d'Audrey Hepburn[1] : « Lorsqu'on révéla le nom de l'acteur qui devait jouer le premier rôle masculin, certains plaisantins furent d'avis que La Belle et la Bête aurait mieux convenu. […] Les critiques tout comme le public eurent du mal à se faire à la différence d'âge. En dépit de l'utilisation de filtres, Cooper paraît encore assez vieux pour être le père d'Audrey, au point que l'intrigue évoque davantage une liaison sordide qu'une idylle amoureuse. Pour American Film (en), c'est l'une “des comédies les plus lugubres, les plus mélancoliques qui soient. On voit souvent le visage de Cooper en silhouette, ce qui donne l'impression que Hepburn s'est éprise d'une ombre. Ce qui, d'ailleurs, est fondamentalement le cas”. » La juvénilité d’Audrey Hepburn (traînant partout un violoncelle aussi encombrant que sa virginité et son inexpérience) contraste avec l'âge avancé de Gary Cooper ; Billy Wilder exploite justement cette relation, fondée sur des mensonges, du séducteur patenté qui, d'abord intrigué, est petit à petit fasciné (d'où le thème musical Fascination, fil d’Ariane qui relie les protagonistes) pour la première fois par une femme (de surcroît bien plus jeune que celles qui ont habituellement ses faveurs) parce qu'elle se prétend aussi volage, sinon plus que lui, et le titre original Love in the Afternoon (littéralement : L'amour l'après-midi) explicite la liaison de « deux aventureux de l'amour ». Le don juan finit par s'attacher à Ariane en dépit de son rituel de collectionneur invétéré. Toutefois, consensuellement, la voix off de la scène finale à la gare, où le cow-boy embarque sa jolie Parisienne, annonce leur union. En Espagne, certaines scènes furent censurées et en France, on préféra un titre plus prudent à l’original, jugé trop suggestif[réf. nécessaire].

## Accueil
- AllMovie[5] : « Ariane est agrémenté d'un super gag répétitif impliquant un quatuor de violonistes tziganes qui accompagne inlassablement Cooper partout où il va, y compris au bain de vapeur. […] Le légendaire Billy Wilder s'est associé au talentueux écrivain roumain I.A.L. Diamond pour l'un de ses meilleurs films, Ariane. Le film a capté l'esprit sophistiqué qui marquera bon nombre de leurs futures collaborations, notamment Certains l'aiment chaud et La Garçonnière. Ariane a également été filmé comme un hommage au maître et ancien collègue de Wilder, le réalisateur Ernst Lubitsch, et la présence de Gary Cooper dans le rôle principal donne du crédit à cette idée : il reprend essentiellement son rôle de La Huitième Femme de Barbe-Bleue de Lubitsch. La première des collaborations de Wilder avec Diamond, Ariane, est l'un des trois classiques de Wilder sortis en 1957 ; les autres sont L'Odyssée de Charles Lindbergh et Témoin à charge. »
- Cinémathèque de Tours — Henri Langlois[6] : « “À Paris, les gens mangent mieux. À Paris, les gens font l'amour, peut-être pas mieux mais certainement plus souvent”. Ainsi commence par la voix et l'accent français de Maurice Chevalier, Ariane, film hommage à Lubitsch, avec qui Wilder a travaillé de nombreuses années. […] Ce film annonce une nouvelle période de création et marque le début de deux importantes collaborations pour le cinéaste. Avec Ariane, Wilder se sépare de Charles Brackett, son compagnon d'écriture depuis La Huitième Femme de Barbe-Bleue (Lubitsch 1938) pour s'associer à I.A.L. Diamond. Cette première tentative s’avérera gagnante pour les deux hommes, qui cosigneront par la suite tous les scénarios à venir. Et c'est sur Ariane également que Wilder va embaucher pour la première fois Alexandre Trauner, le grand chef décorateur, que l'on retrouvera dans pratiquement tous ses films suivants. […] Billy Wilder dose harmonieusement l'humour et l'émotion dans ce film à l'intrigue sentimentale et ne se gêne pas pour faire un portrait sans concession du “mâle américain”. […] Comme le résume Jérôme Jacobs dans l'ouvrage qu'il consacre au cinéaste[Note 9], “Wilder pose enfin la question qui donne son unité à toute son œuvre : pourquoi parler d'amour ? Parce qu'il détient le pouvoir de transformer les êtres et de les révéler à eux-mêmes”. […] À sa sortie, des critiques ont reproché à Wilder d'avoir fait un film à l'eau de rose. Aujourd'hui, la vision du film semble bien différente : “Tel un bon vin, le film se bonifie au fur et à mesure des dégustations. Car pour l'apprécier pleinement, il faut procéder, à l'instar de son héroïne avec son amant. […] Et répéter l'expérience jusqu'à tomber éperdument amoureux de cette œuvre intelligente aux multiples facettes”, écrit F. Olivier Lefêvre[Note 10]. »